# Tanytarsus
Tanytarsus är ett släkte av tvåvingar som beskrevs av Frederik Maurits van der Wulp 1874. Tanytarsus ingår i familjen fjädermyggor.

## Bildgalleri

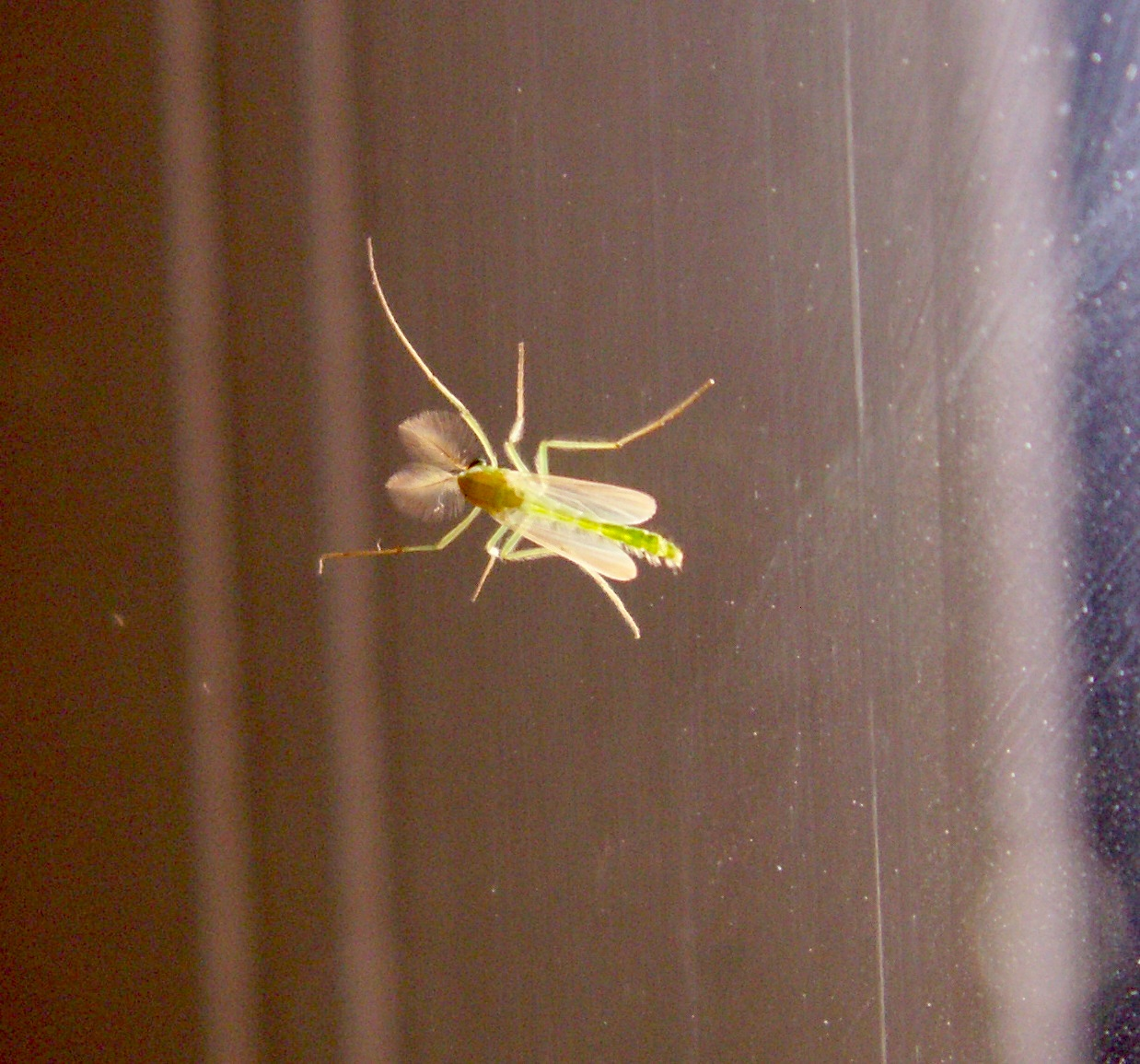
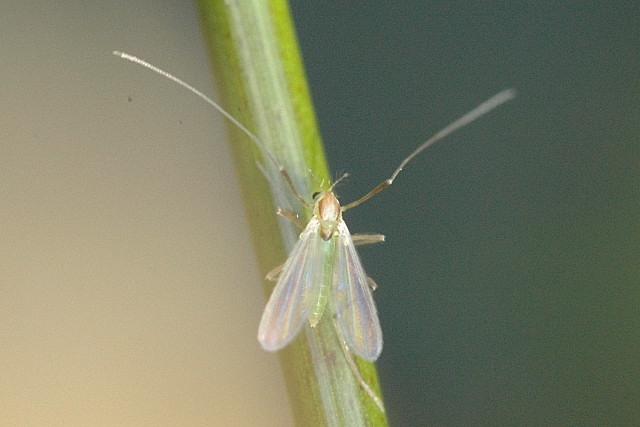

## Dottertaxa tillTanytarsus, i alfabetisk ordning[1][2]
- Tanytarsus abdominalis
- Tanytarsus aberrans
- Tanytarsus abnormis
- Tanytarsus acifer
- Tanytarsus aculeatus
- Tanytarsus acuminatus
- Tanytarsus adjacens
- Tanytarsus africanus
- Tanytarsus aigos
- Tanytarsus akantertius
- Tanytarsus albanyensis
- Tanytarsus albipennis
- Tanytarsus albiradix
- Tanytarsus allicis
- Tanytarsus amazonicus
- Tanytarsus anderseni
- Tanytarsus angulatus
- Tanytarsus angustus
- Tanytarsus ankasaensis
- Tanytarsus antennata
- Tanytarsus apenninicus
- Tanytarsus apicalis
- Tanytarsus appendiculatus
- Tanytarsus aquavolans
- Tanytarsus argaensis
- Tanytarsus armatifrons
- Tanytarsus atagoensis
- Tanytarsus aterrimus
- Tanytarsus atomarius
- Tanytarsus atrocinctus
- Tanytarsus atronotatus
- Tanytarsus atroxitarsus
- Tanytarsus awashensis
- Tanytarsus aviungulatus
- Tanytarsus balateatus
- Tanytarsus barbitarsis
- Tanytarsus bathophilus
- Tanytarsus bathyryptus
- Tanytarsus bayi
- Tanytarsus becki
- Tanytarsus belairensis
- Tanytarsus belmorensis
- Tanytarsus bicornutus
- Tanytarsus bifurcus
- Tanytarsus bigibbosus
- Tanytarsus bilineatus
- Tanytarsus bipunctatus
- Tanytarsus bispinosus
- Tanytarsus biwatrifurcus
- Tanytarsus boltoni
- Tanytarsus boninensis
- Tanytarsus boodleae
- Tanytarsus borysthenicus
- Tanytarsus brachyopsis
- Tanytarsus brachyurus
- Tanytarsus branquini
- Tanytarsus breda
- Tanytarsus brevioricornis
- Tanytarsus breviventris
- Tanytarsus bromelicola
- Tanytarsus brundini
- Tanytarsus buchonius
- Tanytarsus buckleyi
- Tanytarsus caipira
- Tanytarsus calorifontis
- Tanytarsus camptotmus
- Tanytarsus candidus
- Tanytarsus capitatus
- Tanytarsus capucinus
- Tanytarsus ceylanicus
- Tanytarsus challeti
- Tanytarsus chinyensis
- Tanytarsus chloris
- Tanytarsus chlorogaster
- Tanytarsus chubetuefeus
- Tanytarsus chuzesecundus
- Tanytarsus ciliatus
- Tanytarsus clavatitarsis
- Tanytarsus clavatus
- Tanytarsus clivosus
- Tanytarsus collessi
- Tanytarsus commoni
- Tanytarsus communis
- Tanytarsus confusus
- Tanytarsus congus
- Tanytarsus contractipalpis
- Tanytarsus cordiformis
- Tanytarsus cretensis
- Tanytarsus cristatus
- Tanytarsus cuieirensis
- Tanytarsus cultellus
- Tanytarsus curticornis
- Tanytarsus curtimanus
- Tanytarsus cururui
- Tanytarsus curvicristatus
- Tanytarsus daitoopeus
- Tanytarsus daitopequeus
- Tanytarsus danicus
- Tanytarsus debilis
- Tanytarsus dendyi
- Tanytarsus desertor
- Tanytarsus dibranchius
- Tanytarsus digitatus
- Tanytarsus dispar
- Tanytarsus dissimilis
- Tanytarsus distans
- Tanytarsus dollfusi
- Tanytarsus dostinei
- Tanytarsus dybasi
- Tanytarsus edwardi
- Tanytarsus ejuncidus
- Tanytarsus elisabethae
- Tanytarsus eminulus
- Tanytarsus epleri
- Tanytarsus esakii
- Tanytarsus excavatus
- Tanytarsus faeroensis
- Tanytarsus fasciculus
- Tanytarsus fastigatus
- Tanytarsus fatigans
- Tanytarsus femineus
- Tanytarsus fennicus
- Tanytarsus flavellus
- Tanytarsus flaviradialis
- Tanytarsus flavoviridis
- Tanytarsus flexistilus
- Tanytarsus flumineus
- Tanytarsus formosanus
- Tanytarsus friburgensis
- Tanytarsus fulvonotatus
- Tanytarsus funebris
- Tanytarsus fuscicauda
- Tanytarsus fuscithorax
- Tanytarsus gianii
- Tanytarsus gibbifer
- Tanytarsus gibbosiceps
- Tanytarsus gibbosifrons
- Tanytarsus gibbus
- Tanytarsus ginzanjekeus
- Tanytarsus ginzankeleus
- Tanytarsus ginzanlemeus
- Tanytarsus ginzanquartus
- Tanytarsus glabrescens
- Tanytarsus gotodeeus
- Tanytarsus gracilentus
- Tanytarsus gracilistylus
- Tanytarsus graniticus
- Tanytarsus gregarius
- Tanytarsus guatemalensis
- Tanytarsus guerlus
- Tanytarsus gulungul
- Tanytarsus hajifissus
- Tanytarsus halophilae
- Tanytarsus hamatus
- Tanytarsus hardwicki
- Tanytarsus harei
- Tanytarsus harperi
- Tanytarsus hastatus
- Tanytarsus haugheyi
- Tanytarsus heliomesonyctios
- Tanytarsus herrmanni
- Tanytarsus heusdensis
- Tanytarsus hiemalis
- Tanytarsus hilarellus
- Tanytarsus hirtipes
- Tanytarsus hjulorum
- Tanytarsus hopkinsi
- Tanytarsus humphreyi
- Tanytarsus ikicedeus
- Tanytarsus ikideeus
- Tanytarsus impar
- Tanytarsus inaequalis
- Tanytarsus indicus
- Tanytarsus inextentus
- Tanytarsus infundibulus
- Tanytarsus innarensis
- Tanytarsus insulicola
- Tanytarsus insulus
- Tanytarsus ipei
- Tanytarsus iriolemeus
- Tanytarsus iriomeneus
- Tanytarsus irioneous
- Tanytarsus irioopeus
- Tanytarsus isigacedeus
- Tanytarsus islandicus
- Tanytarsus itsae
- Tanytarsus jacaretingensis
- Tanytarsus kakumensis
- Tanytarsus kamimurai
- Tanytarsus khandariensis
- Tanytarsus kikuchii
- Tanytarsus kirai
- Tanytarsus kitaokinawanus
- Tanytarsus konishii
- Tanytarsus kribiensis
- Tanytarsus kyotoensis
- Tanytarsus lactescens
- Tanytarsus lamnicaudus
- Tanytarsus lapponicus
- Tanytarsus lasiopterus
- Tanytarsus lasiopus
- Tanytarsus latiforceps
- Tanytarsus latifrons
- Tanytarsus leptogastrus
- Tanytarsus lestagei
- Tanytarsus liepae
- Tanytarsus ligulatus
- Tanytarsus limicola
- Tanytarsus limneticus
- Tanytarsus linderi
- Tanytarsus littoralis
- Tanytarsus lobatus
- Tanytarsus lobiger
- Tanytarsus longicollis
- Tanytarsus longipes
- Tanytarsus longisetosa
- Tanytarsus longitarsis
- Tanytarsus luctuosus
- Tanytarsus lugens
- Tanytarsus macrochirus
- Tanytarsus magnifrons
- Tanytarsus magnihamatus
- Tanytarsus magnituberculus
- Tanytarsus magnus
- Tanytarsus mancospinosus
- Tanytarsus manleyensis
- Tanytarsus marauia
- Tanytarsus martini
- Tanytarsus mcmillani
- Tanytarsus medius
- Tanytarsus mendax
- Tanytarsus mendumae
- Tanytarsus messersmthi
- Tanytarsus micksmithi
- Tanytarsus minimus
- Tanytarsus minor
- Tanytarsus minusculus
- Tanytarsus minutipalpus
- Tanytarsus miriforceps
- Tanytarsus miyakobrevis
- Tanytarsus mongolneous
- Tanytarsus mongolopeus
- Tanytarsus monospinosus
- Tanytarsus monstrosus
- Tanytarsus moruyaensis
- Tanytarsus motosuensis
- Tanytarsus multipunctatus
- Tanytarsus muticus
- Tanytarsus myrmedon
- Tanytarsus nearcticus
- Tanytarsus nemorosus
- Tanytarsus neoflavellus
- Tanytarsus neosydneyensis
- Tanytarsus nichollsi
- Tanytarsus nietzkei
- Tanytarsus niger
- Tanytarsus nigricollis
- Tanytarsus nikoskyi
- Tanytarsus nilicola
- Tanytarsus nilobius
- Tanytarsus nimar
- Tanytarsus nocticola
- Tanytarsus nocturnus
- Tanytarsus norvegiae
- Tanytarsus norvegicus
- Tanytarsus norwegicus
- Tanytarsus nympha
- Tanytarsus obiriciae
- Tanytarsus occultus
- Tanytarsus ocularis
- Tanytarsus ogasaquartus
- Tanytarsus ogasatertius
- Tanytarsus okuboi
- Tanytarsus oligotrichus
- Tanytarsus olivaceus
- Tanytarsus oscillans
- Tanytarsus ovatus
- Tanytarsus oyamai
- Tanytarsus palettaris
- Tanytarsus pallidicornis
- Tanytarsus pallidissimus
- Tanytarsus pallidulus
- Tanytarsus palmatus
- Tanytarsus pandus
- Tanytarsus paraligulatus
- Tanytarsus parcepilosus
- Tanytarsus parenti
- Tanytarsus partenkirchensis
- Tanytarsus parvicrinis
- Tanytarsus parvistylus
- Tanytarsus paskevillensis
- Tanytarsus pathudsoni
- Tanytarsus pectus
- Tanytarsus pelagicus
- Tanytarsus pelsuei
- Tanytarsus pentamerus
- Tanytarsus pentaplastus
- Tanytarsus pentatomus
- Tanytarsus phargmitis
- Tanytarsus pictus
- Tanytarsus pilosipennis
- Tanytarsus piratus
- Tanytarsus poecilus
- Tanytarsus pollexus
- Tanytarsus ponapensis
- Tanytarsus pontophilus
- Tanytarsus prasiogaster
- Tanytarsus productus
- Tanytarsus pseudocongus
- Tanytarsus pseudolestagei
- Tanytarsus pseudotenellulus
- Tanytarsus psiloptera
- Tanytarsus quadratus
- Tanytarsus quadridentatus
- Tanytarsus quadrivalva
- Tanytarsus quinarius
- Tanytarsus quinspinosus
- Tanytarsus radens
- Tanytarsus ramosis
- Tanytarsus recens
- Tanytarsus rectistylus
- Tanytarsus recurvatus
- Tanytarsus reidi
- Tanytarsus reissi
- Tanytarsus revolta
- Tanytarsus richardsi
- Tanytarsus ricki
- Tanytarsus riedi
- Tanytarsus rieki
- Tanytarsus rinihuensis
- Tanytarsus riopreto
- Tanytarsus rosario
- Tanytarsus saetheri
- Tanytarsus saetosus
- Tanytarsus salinarius
- Tanytarsus sandoensis
- Tanytarsus schineri
- Tanytarsus semibarbitarsus
- Tanytarsus semiglaber
- Tanytarsus senarius
- Tanytarsus seosanensis
- Tanytarsus separabilis
- Tanytarsus sepp
- Tanytarsus sernovi
- Tanytarsus setiger
- Tanytarsus setosipennis
- Tanytarsus shouautumnalis
- Tanytarsus shoudigitatus
- Tanytarsus siberiae
- Tanytarsus sideophila
- Tanytarsus signatifrons
- Tanytarsus signatus
- Tanytarsus simantopequeus
- Tanytarsus simantoquereus
- Tanytarsus simantoreseus
- Tanytarsus simantoseteus
- Tanytarsus simantoteuus
- Tanytarsus simantouveus
- Tanytarsus simantoveweus
- Tanytarsus simantowexeus
- Tanytarsus simantoxeyeus
- Tanytarsus simantoyezeus
- Tanytarsus simplex
- Tanytarsus sinarum
- Tanytarsus sinuatus
- Tanytarsus smolandicus
- Tanytarsus sorachiabeus
- Tanytarsus spadiceonotatus
- Tanytarsus spiesi
- Tanytarsus spinosus
- Tanytarsus spinulosus
- Tanytarsus stagnarius
- Tanytarsus striatulus
- Tanytarsus subejuncidus
- Tanytarsus subinextentus
- Tanytarsus superpenicillatus
- Tanytarsus sydneyensis
- Tanytarsus sylvaticus
- Tanytarsus takahashii
- Tanytarsus tamadecimus
- Tanytarsus tamaduodecimus
- Tanytarsus tamagotoi
- Tanytarsus tamakutibasi
- Tanytarsus tamanomus
- Tanytarsus tamanonus
- Tanytarsus tamaoctavus
- Tanytarsus tamaseptimus
- Tanytarsus tamaundecimus
- Tanytarsus telmaticus
- Tanytarsus tetradendatum
- Tanytarsus thaicus
- Tanytarsus thermae
- Tanytarsus thienemanni
- Tanytarsus tibialis
- Tanytarsus tika
- Tanytarsus tobaoctadecimus
- Tanytarsus tonebeceus
- Tanytarsus tossai
- Tanytarsus transversalis
- Tanytarsus tricuspis
- Tanytarsus trifidus
- Tanytarsus trilineatus
- Tanytarsus trilobatus
- Tanytarsus trilobus
- Tanytarsus tropicalis
- Tanytarsus trux
- Tanytarsus tumultuarius
- Tanytarsus tupungatensis
- Tanytarsus tusimatbeceus
- Tanytarsus tusimatcedeus
- Tanytarsus tusimatdeeus
- Tanytarsus tusimatefeus
- Tanytarsus tusimatfegeus
- Tanytarsus tusimatgeheus
- Tanytarsus tusimatneous
- Tanytarsus unagiseptimus
- Tanytarsus unagisextus
- Tanytarsus ungulituberculata
- Tanytarsus unifilis
- Tanytarsus upoluensis
- Tanytarsus uraiensis
- Tanytarsus usambarae
- Tanytarsus usmaensis
- Tanytarsus uvus
- Tanytarsus waika
- Tanytarsus varelus
- Tanytarsus variegatus
- Tanytarsus wendylee
- Tanytarsus verralli
- Tanytarsus verruculosus
- Tanytarsus vespertinus
- Tanytarsus virens
- Tanytarsus viridellus
- Tanytarsus viridicauda
- Tanytarsus viridiforceps
- Tanytarsus viridis
- Tanytarsus wirthi
- Tanytarsus volgensis
- Tanytarsus xingu
- Tanytarsus yakuheius
- Tanytarsus yakuijeus
- Tanytarsus yakujekeus
- Tanytarsus yunosecundus
- Tanytarsus zariae
- Tanytarsus zimbabwensis